# Good Grief
Good Grief är en amerikansk dramakomedifilm som har premiär i USA den 29 december 2023 och på Netflix den 5 januari 2024. Filmen är regisserad av Dan Levy som även svarat för filmens manus och medverkar i en huvudrollerna.

## Handling
Filmen kretsar kring konstnären Marc som sörjer sin älskade make. Har tar med sig sina två bästa vänner på en resa till Paris för att lindra sorgen.

## Rollista (i urval)
- Dan Levy - Marc Dreyfus
- Ruth Negga - Sophie
- Himesh Patel - Thomas
- Luke Evans - Oliver
- Celia Imrie - Imelda
- Arnaud Valois - Theo
- David Bradley - Duncan
- Jamael Westman
- Emma Corrin
- Kaitlyn Dever